# Municipio de Irvington (Iowa)
El municipio de Irvington (en inglés: Irvington Township) es un municipio ubicado en el condado de Kossuth en el estado estadounidense de Iowa. En el año 2010 tenía una población de 241 habitantes y una densidad poblacional de 2,57 personas por km².

## Geografía
El municipio de Irvington se encuentra ubicado en las coordenadas 43°2′19″N 94°8′53″O / 43.03861, -94.14806. Según la Oficina del Censo de los Estados Unidos, el municipio tiene una superficie total de 93.7 km², de la cual 93,7 km² corresponden a tierra firme y (0 %) 0 km² es agua.

## Demografía
Según el censo de 2010, había 241 personas residiendo en el municipio de Irvington. La densidad de población era de 2,57 hab./km². De los 241 habitantes, el municipio de Irvington estaba compuesto por el 98,76 % blancos, el 0,83 % eran de otras razas y el 0,41 % eran de una mezcla de razas. Del total de la población el 1,66 % eran hispanos o latinos de cualquier raza.